# Menhir de la Glinaie
Le menhir de la Glinaie est situé à Lanrelas dans le département français des Côtes-d'Armor.

## Description
Le menhir mesure 2,95 m de hauteur pour 1,55 m de largeur et 1,20 m d'épaisseur. Sa base est de forme triangulaire.